# Jim Blyth (football, 1955)
Pour les articles homonymes, voir Jim Blyth et Blyth.
Jim Blyth, né le 2 février 1955 à Perth en Écosse, est un footballeur international écossais. Il évoluait au poste de gardien de but.

## Biographie
Jim Blyth reçoit deux sélections en équipe d'Écosse lors de l'année 1978. Il joue son premier match le 22 février 1978 contre la Bulgarie, et son second le 17 mai 1978 face au Pays de Galles.
Retenu par le sélectionneur Ally MacLeod afin de participer à la Coupe du monde 1978 organisée en Argentine, il ne jouera pas la moindre minute de jeu lors du mondial.
En club, il réalise la majorité de sa carrière avec l'équipe de Coventry City, avec laquelle il dispute 151 matchs en première division anglaise.